# جولس جوردن
جولس جوردن (انگلیسی: Jules Jordan؛ زاده ۲۵ مهٔ ۱۹۷۲) یک بازیگر پورنوگرافی اهل ایالات متحده آمریکا است.